# Dharana
Dhāraṇā (en sanskrit IAST ; devanāgarī : धारणा) correspond dans les Yoga Sūtra de Patañjali au sixième membre (aṅga) du Yoga. Ce terme sanskrit signifie « qui tient, qui porte; qui garde, qui protège ». Dans le yoga, c'est l'étape de la concentration de l'esprit avec arrêt du souffle, ou fixation de la pensée, sixième étape du raja yoga, obtenue par ekagrata : la fixation de la pensée en un seul point (que ce soit un point du corps, une notion, une image, un son, etc.). 

## Dans l'hindouisme
Dans les Yoga Sūtra de Patañjali, la dhāraṇā représente le sixième membre (anga) juste avant dhyāna et samādhi . Cette concentration est plurielle; elle peut se faire sur un objet comme un yantra, par la fixation en un point comme une lumière, un ou des mots: sur un mantra, ou encore la représentation d'une divinité dans son esprit. Elle constitue l'étape indispensable pour obtenir une méditation profonde proche du samadhi. Le dhyāna est aussi une étape menant vers ce but. Dans le chapitre III sūtra 1 des Yogasūtra intitulé Vibhūti pāda, Patañjali défini Dhāraṇā comme « La fixité du cittavṛtti sur un espace ou un objet particulier est dhāraṇā, la concentration ».
On trouve également ce terme dans les Upaniṣad comme la Kaṭhopaniṣad et la Maitreyi Upaniṣad.
L'usage de dhyāna et de dhāraṇā conduit à la réalisation du samādhi. Le samādhi repose essentiellement sur une modalité de la conscience, capable de s'identifier totalement avec l'objet de la méditation.
Il existe plusieurs étapes de concentration où les fluctuations mentales (vṛtti) diminuent, lorsqu'en fait la focalisation des pensées va se porter sur un point très précis. L'écoute d'un morceau de musique peut amener très facilement une modalité de conscience où l'esprit est absorbé simplement par l'écoute, en s'abstrayant de tous les bruits extérieurs.

## Dans le bouddhisme
Ce terme est utilisé dans la méditation bouddhique.
On peut remarquer la proximité de dhāraṇā et de dhyāna avec les concepts occidentaux de centration-décentration.